# Rosemarie
Rosemarie ist ein weiblicher Vorname.

## Herkunft und Bedeutung des Namens
Rosemarie ist ein Doppelname aus Rosa und Maria.

## Varianten
- deutsch Rosmarie, Rosa Marie, Rosa-Marie, Rose Marie, Rose-Marie
- englisch Rosemary
- schwedisch Rosemari

Bekannteste Kurzform ist Romy.

## Namenstag
- katholisch: Rosa-Marie und Rosemarie am 7. Oktober; Rose-Marie am 8. März

## Bekannte Namensträgerinnen (alle Formen)
- Rosemarie Ackermann (* 1952), deutsche Leichtathletin
- Rosemarie Magdalena Albach (1938–1982), bürgerlicher Name von Romy Schneider
- Rosemarie Clausen (1907–1990), deutsche Theaterfotografin
- Rosemary Clooney (1928–2002), US-amerikanische Sängerin und Schauspielerin
- Rose-Marie Cizos (1824–1861), eigentlicher Name der Schauspielerin Rose Chéri
- Rosemarie Eitzert, geb. Rosemarie Schach von Wittenau (* 1939), deutsche Kinderbuch-Autorin
- Rosemarie Fendel (1927–2013), deutsche Schauspielerin
- Rosemary Harris (* 1927), britische Schauspielerin
- Rosemarie Isopp (1927–2019), österreichische Radiomoderatorin
- Rosmary Kane, bekannt als Rose Marie (1956–2024), nordirische Sängerin
- Rosemary Kennedy (1918–2005), Schwester von John F. Kennedy
- Rose-Marie Kirstein (1940–1984), deutsche Schauspielerin und Synchronsprecherin
- Rosemarie Köhn (1939–2022), deutsch-norwegische Theologin
- Rosmarie Kull-Schlappner (1921–1997), Schweizer Journalistin
- Rosemarie Lang (1947–2017), deutsche Opernsängerin
- Rosmarie Michel (* 1931), Schweizer Managerin, Unternehmerin
- Rosemary Murphy (1925–2014), US-amerikanische Schauspielerin
- Rosemarie Nave-Herz (* 1935), deutsche Soziologin
- Rosemarie Nitribitt (1933–1957), deutsche Prostituierte
- Rosemarie Precht (1952–1991), deutsche Musikerin
- Rosemarie Reichwein (1904–2002), deutsche Reformpädagogin und Physiotherapeutin
- Rosemarie Springer (1920–2019), deutsche Springreiterin
- Rosemary Sutcliff (1920–1992), britische Jugendbuchschriftstellerin
- Rosemarie Tietze (* 1944), deutsche Literaturübersetzerin
- Rosemarie Trockel (* 1952), deutsche Künstlerin
- Rosemarie Wenner (* 1955), deutsche Bischöfin
- Rosemarie Will (* 1949), deutsche Richterin
- Rosemary Yiameos (* 1974), US-amerikanische Oboistin
- Rosmarie Zapfl-Helbling (* 1939), Schweizer Politikerin

## Musik und Kunst
- Rosemarie (Die-Flippers-Lied) von Die Flippers (1974)
- Rosemarie (Hubert-Kah-Lied) von Hubert Kah (1982)